# Maraton, Grčija
Maraton (dimotiki: Μαραθώνας, Marathónas; atiškoi/ katarevusa: Μαραθών, Marathṓn) je antično grško mesto – država, danes mesto v Grčiji. Tu se je leta 490 pr. n. št. odvijala bitka znana pod imenom Bitka na Maratonskem polju, v kateri je bila precej številčnejša perzijska vojska poražena od atenske vojske. Tumul (gomila, grško Τύμβος, tymbos) z 192 mrtvimi Atenčani, je bil zgrajen blizu bojnega polja in dominira tej obalni ravnici. Tumul je danes označen z marmorno spominsko stelo in obdan z manjšim parkom.

## Zgodovina
Ime "Maraton" (Μαραθών) od zelišča koromača, ki se imenuje marathon (μάραθον) ali marathos (μάραθος) v antični grščini , tako Marathon dobesedno pomeni "kraj, poln koromača".  Menijo, da se je mesto prvotno tako imenovalo zaradi obilice rastline koromača na tem območju.
Po Miltijadu (general grških sil), ki je premagal Darejeve perzijske sile, so se Perzijci odločili jadrati od Maratona do Aten, da bi napadli nezaščiteno mesto. Miltiad je ukazal vsem svojim hoplitskim silam pohod nazaj v Atene, tako da bi do takrat, ko bi Darejevi vojaki prispeli, videli isto grško silo, ki bi čakala na njih.
Ime atletske vzdržljivostne dirke teka na dolge razdalje je "maraton" in izvira iz legende o Filipidu, grškem vojaku in tekaču, ki je bil poslan iz Maratona do Aten, da sporoči, da so Perzijci poraženi v bitki na Maratonskem polju.
Čeprav je imelo ime Marathon pozitiven odziv v Evropi v devetnajstem stoletju, je bilo nekaj časa osovraženo zaradi umorov v Dilessiju, ki so se zgodili leta 1870 v bližini.
V 19. stoletju in v začetku 20. stoletja je bila vas naseljena z Arvaniti, prebivalci, ki so se doselili iz Epirja.
Sofist in mogotec, rimski senator, Herod Atiški (101-177) se je rodil v Maratonu. 
Leta 1926 je ameriško podjetje ULEN začelo gradnjo Maratonskega jezu v dolini nad Maratonom, da bi zagotovili oskrbo z vodo za Atene. Končan je bil leta 1929. Približno 10 km² gozdnih zemljišč je bilo poplavljenih, da bi nastalo jezero Maraton.
Plaža Schinias se nahaja jugovzhodno od mesta in je priljubljena točka za deskarje in ima olimpijski Veslaški center, narejen za potrebe Poletnih olimpijskih iger 2004. Leta 1896 in 2004 na poletnih olimpijskih igrah, je bil Maraton izhodišče maratonskega tekmovanja ( v letu 2004 za ženske in moške). 
Območje je dovzetno za poplave, zaradi gozdnih požarov, ki so povzročili ogoljenost delov vzhodnih pobočij gore Penteli, še posebej v letu 2006.

## Občine
Občine v Maratonu so bile ustanovljene leta 2011 z reformami lokalne samouprave. Nastale so štiri občine: 
- Grammatiko
- Marathon
- Nea Makri
- Varnavas

## Prebivalstvo
| Leto | Naselje | občina | Mesto  |
| ---- | ------- | ------ | ------ |
| 1981 | 4.841   | -      | -      |
| 1991 | 5.453   | 12.979 | -      |
| 2001 | 4.399   | 8.882  | -      |
| 2011 | 7.170   | 12.849 | 33.423 |

Druga naselja v občinah so Agios Panteleimonas (pop. 1.591), Kato Souli (2.142), Vranas (1.082), Avra (191), Vothon (177), Ano Souli (232), in Schinias (264).

## Zanimivosti
Kato Souli Naval Transmission Facility (grško Κέντρο Εκπομπής Κάτω Σουλίου) z 250-metrskim radijskim stolpom je najvišja zgradba v Grčiji.

## Muzej
V mestu Maraton obstaja gomila, v kateri je 192, v bitki na Maratonskem polju ubitih vojakov, pokopanih, nedaleč stran pa je še ena, verjetno za Platejce, ki so se borili v bitki na strani Atencev in tretja grobna gomila iz 13. stoletja iz ahajskega obdobja.
Poleg te tretje grobne gomile je muzej, v katerem so razstavljene arheološke najdbe iz celega Maratona in predvsem skulpture iz vile Heroda Atiškega, ki izhaja iz tega področja.

## Pobratena mesta
- Xiamen, Kitajska
- Hopkinton, Massachusetts, ZDA